# لطیف نصیف جاسم
لطیف نصیف جاسم (۱۹۴۱ – ۳۰ اوت ۲۰۲۱) سیاستمدار عراقی و رهبر حزب بعث بود.

## زندگی‌نامه
لطیف در سال ۱۹۴۱ به دنیا آمد و از قبیله دولیم بود. او در سال ۱۹۵۷ به حزب بعث پیوست و پس از جنبش ۱۸ نوامبر ۱۹۶۳ دستگیر شد.
وی از سال ۱۹۷۷ تا ۱۹۹۶ سمت‌های وزارتی را بر عهده داشت. در ۵ آوریل ۱۹۷۷ به عنوان وزیر کشاورزی و اصلاحات ارضی، تا سال ۱۹۹۱ وزیر فرهنگ و رسانه و تا سال ۱۹۹۶ وزیر کار و امور اجتماعی منصوب شد. نام او در فهرست عراقی‌های تحت تعقیب ایالات متحده در شماره ۱۸ قرار داشت.
لطیف در ۹ ژوئن ۲۰۰۳ دستگیر و در سال ۲۰۰۹ در پرونده قتل سید محمد صدر به حبس ابد محکوم شد.

## آثار
- رسانه و واقعیت: گفتگو دربارهٔ معنای رسانه‌های داخلی در زمان جنگ، ۱۹۸۶
- بابل دوبار نمی‌سوزد: ۸۶ گفتار در افق پاسخ فرهنگی و رسانه ای به تجاوزهای ایران و صهیونیست‌ها، ۱۹۸۶